# Apis mellifera carnica
Abeille carniolienne
Sous-espèce
La Carniolienne ou abeille carniolienne (Apis mellifera carnica) est l’une des nombreuses sous-espèces d’abeille à miel de l'espèce Apis mellifera. Largement présente en Europe Centrale – de la Roumanie à l'Italie du Nord – elle doit son nom à l'ancienne région du duché de Carniole d'où elle est originaire, territoire aujourd'hui slovène. Appréciée des apiculteurs pour ses qualités multiples, la Carniolienne est très répandue en Europe. Elle se classe au 2e rang des abeilles mellifères à l’échelle mondiale,

## Origine
Elle est la sous-espèce de l'abeille européenne (Apis mellifera) qui s'est naturalisée et adaptée à la sous-région de Kočevje (Gottschee) de Carniole (Slovénie), au sud des Alpes autrichiennes, à la région des Dinarides, au sud de la plaine de Pannonie et au nord des Balkans. Elle est considérée comme un trésor national depuis des siècles en Slovénie, seul pays en Europe à protéger son espèce autochtone. Elle est qualifiée de sous-espèce invasive ou d'exotique envahissante dans certains pays de l'UE, où elle affecte des abeilles locales (sous-espèces locales d'A. mellifera), notamment par hybridation. 
En 1879, August Pollmann a défini l'Apis mellifera carnica en tant que sous-espèce et nommé les abeilles de Carniole « abeille carniolienne », « carniolan bee » en anglais et « Krainer Biene » en allemand. L'amélioration technique de l’apiculture et la modernisation du matériel apicole dans la seconde moitié du XIXe siècle ont renforcé la connaissance et le succès de l’abeille carniolienne en Europe. En plus de l'étude des caractéristiques biologiques de la Carniole, le progrès des ventes d’abeilles fut important. En 1866, Emil Ravenegg Rotschütz, immigrant allemand, en développe son commerce . 

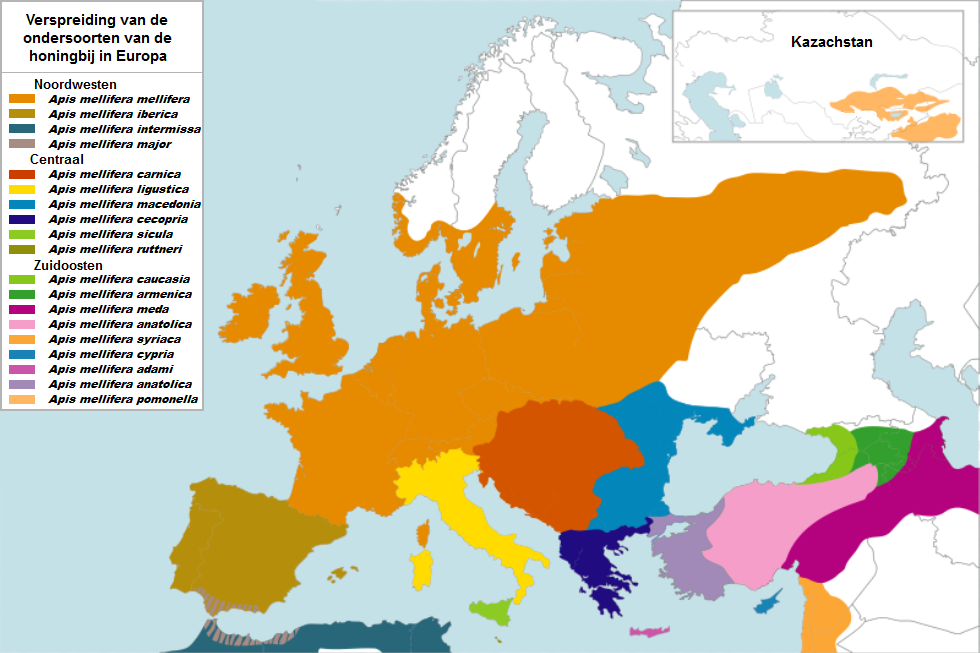
Répartition en Europe dApis mellifera

Après la Seconde Guerre mondiale, la Carniolienne se dissémina en Europe Centrale pour y devenir majoritaire, aux dépens de l'Apis mellifera mellifera, historiquement établie au nord des Alpes. Cette expansion est liée à la caractéristique populeuse des colonies de Carnioles et conséquemment, de meilleures miellées en perspective.

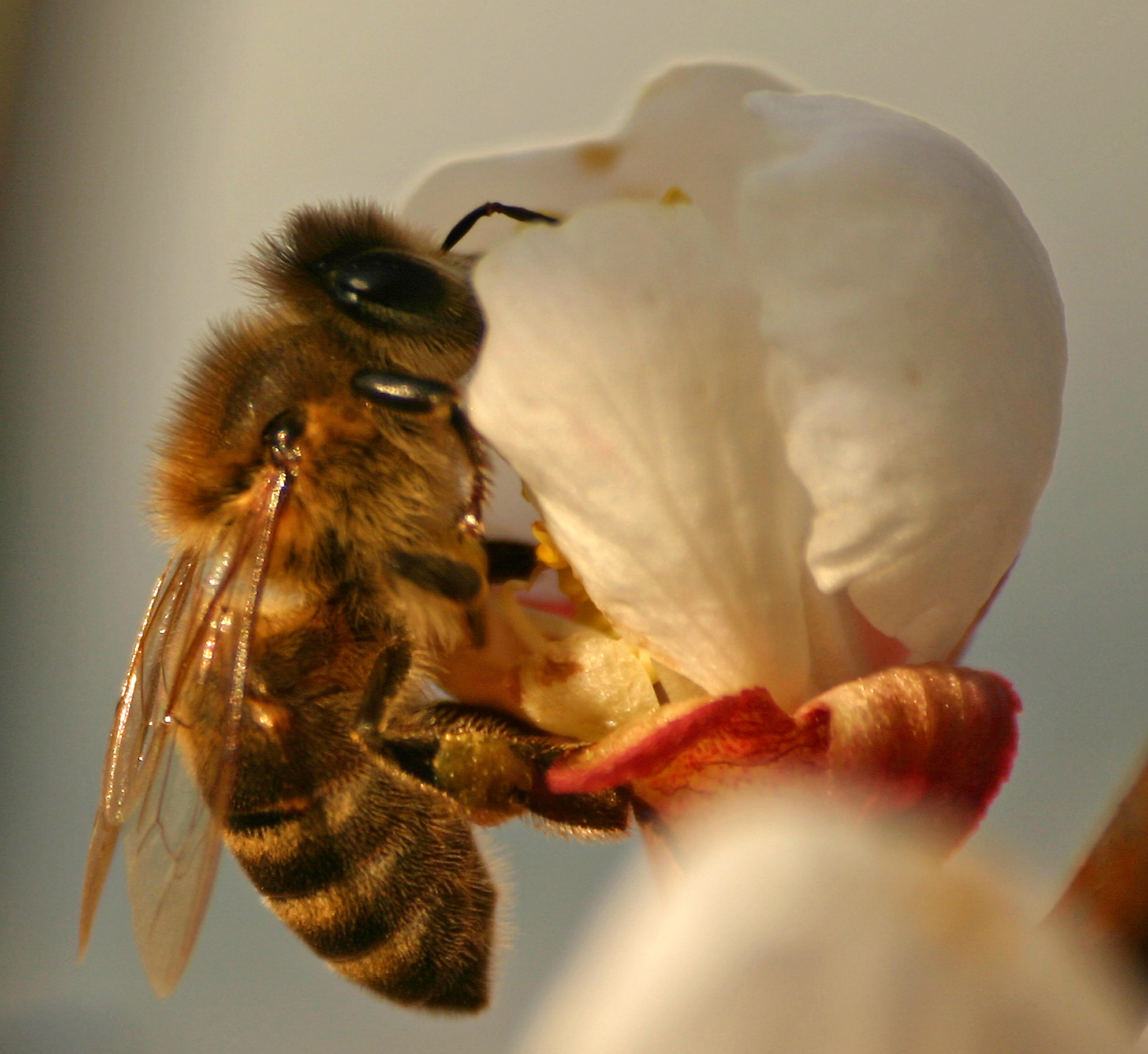
Abeille carniolienne sur une fleur d'abricot

## Morphologie

### La reine
- Couleur : brun clair et foncé
- Taille : grande, abdomen pointu et long, buste stable et bien développé

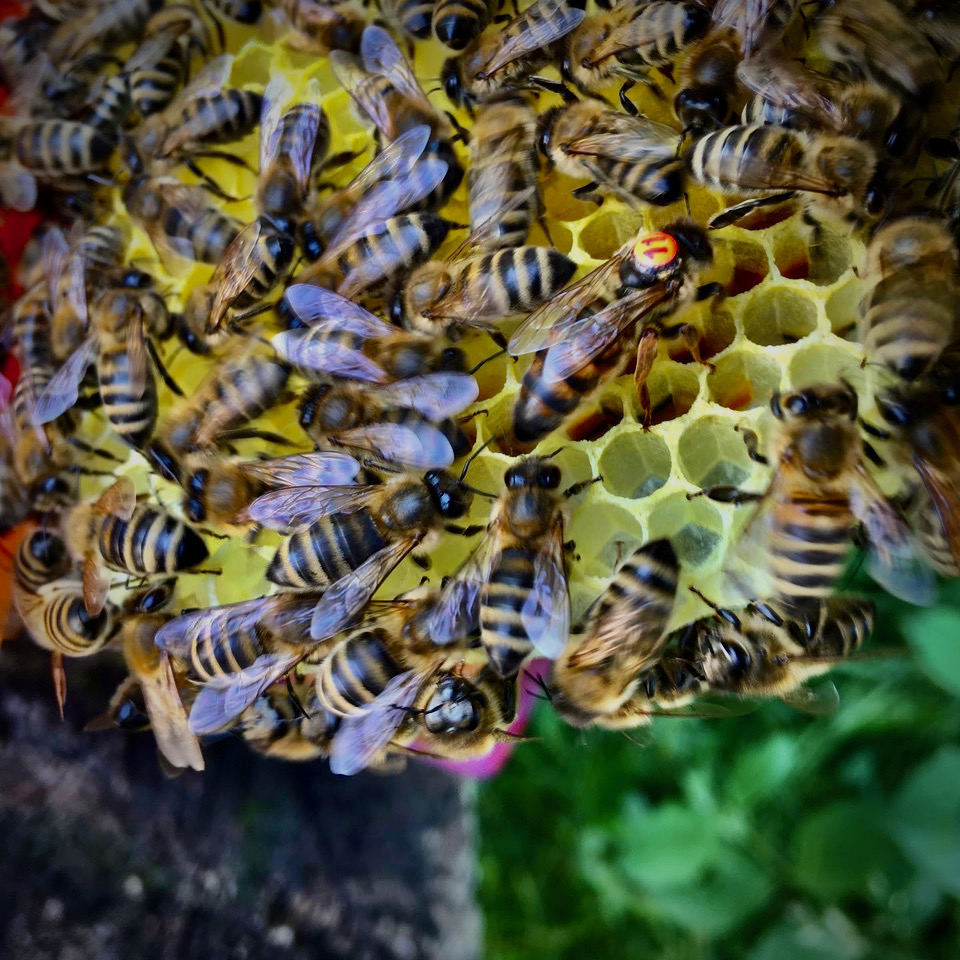
Reine carniolienne entourée de ses ouvrières

### L’abeille ouvrière
- Taille : svelte, jambes longues
- Couleur : grisâtre (de là son surnom d'abeille grise)
- Ailes : plus grandes comparées aux autres écotypes
- Abdomen : long, avec des bandes pileuses grises. Bande feutrée gris clair de largeur moyenne à large, située sur le quatrième tergite abdominal ; l'avant-dernier tergite abdominal présente une longueur de poils courte à moyenne. Les tergites abdominaux terminaux sont foncés avec parfois de petits coins jaunes, au niveau des deux premiers tergites abdominaux
- Tomentum[6] : large et visible, de couleur gris à gris-jaune,
- Pilosité : poils du cinquième anneau épais et courts de 0,25 à 0,35 mm
- Index cubital : moyen de 2,3 à 3,2 mm
- Indice discoïdal : positif
- indice haltère : plus grand que 0.923

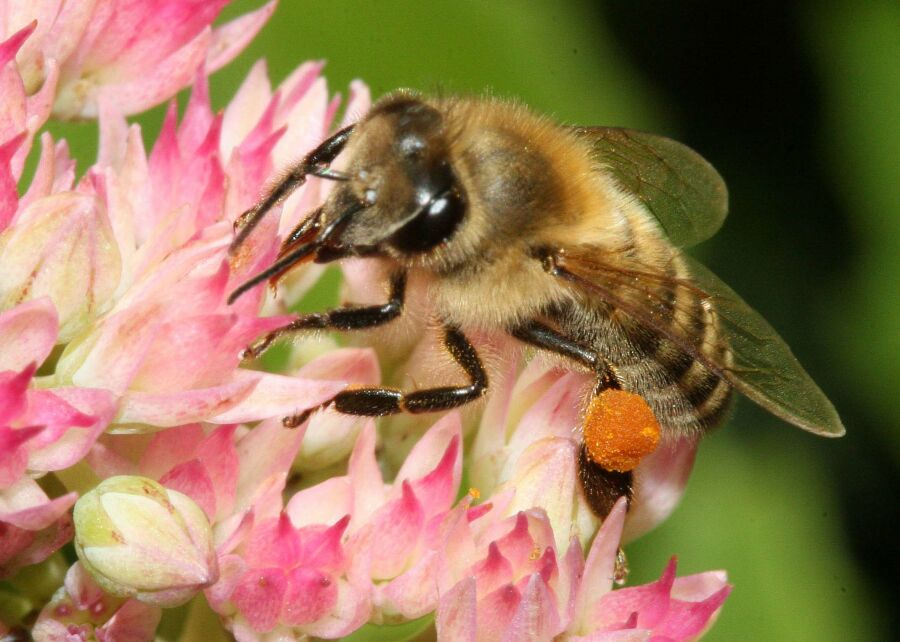
Abeille carniolienne butinant sur un Hylotelephium avec panier à pollen

- Langue : longue de 6,4 à 6,8 mm

### Lefaux bourdon
- Abdomen : couleur foncée, jamais jaune
- Pilosité : petits poils bruns-gris
- Indice cubital : 1,8 à 2,3 mm

## Éthologie
L'abeille carniolienne est favorisée par beaucoup d’apiculteurs pour ses nombreuses qualités, notamment sa capacité à se défendre avec succès contre les insectes ravageurs tout en étant extrêmement douce dans son comportement envers les apiculteurs. Ne piquant que rarement, elle est très présente dans les zones d’habitation. De plus, elle est résistante aux maladies du couvain telle que la loque européenne et ne propolise presque pas.  

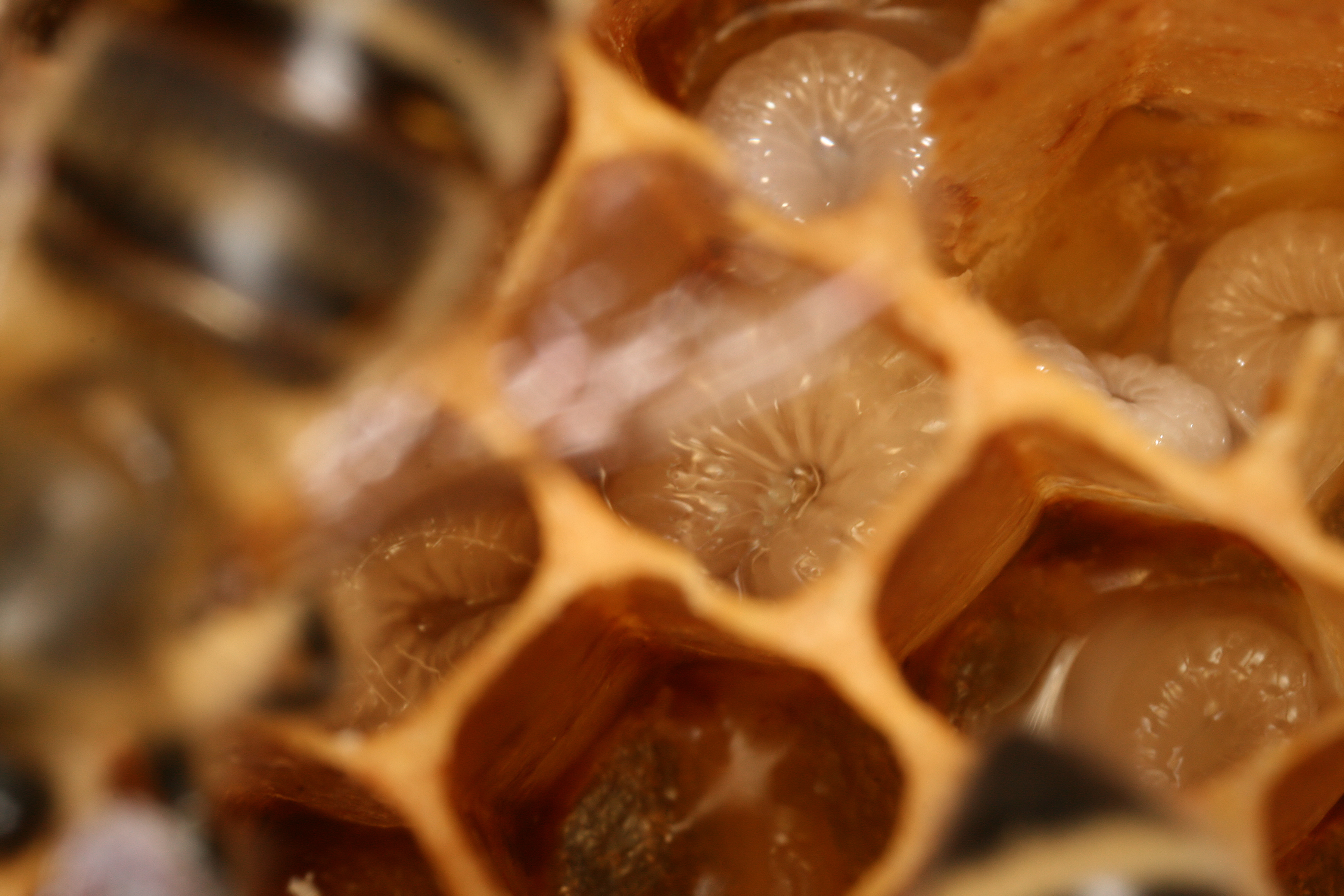
Larve carniolienne dans une cellule

Étant donné que l'abeille carniolienne a été façonnée par le climat alpin du sud-est, elle résiste aux étés chauds comme aux hivers rudes et froids de hautes montagnes. Durant l’hiver, la colonie des Carniolienne est faible. La reine cesse en partie sa ponte d’octobre à janvier. Économe sur ses réserves, c'est la race qui a la plus forte capacité à hiverner.
La reprise de la ponte en février se fait de manière exponentielle afin que la colonie soit suffisamment populeuse pour les premières miellées du mois d’avril. Précoce à la sortie de l'hiver, on la nomme « abeille des miellées de printemps ».

Ces abeilles sont particulièrement aptes à ajuster leur population à la disponibilité du nectar. Les butineuses ont une longue langue leur permettant d'atteindre un plus large éventail de nectars. La reine, très prolifique, peut augmenter rapidement le nombre d'abeilles ouvrières une fois que le nectar devient disponible au printemps ou interrompre la production de couvain lorsque la nourriture cesse d'être disponible en quantité. Par conséquent, en période de fortes miellées, elles stockent de grandes quantités de miel et de pollen.

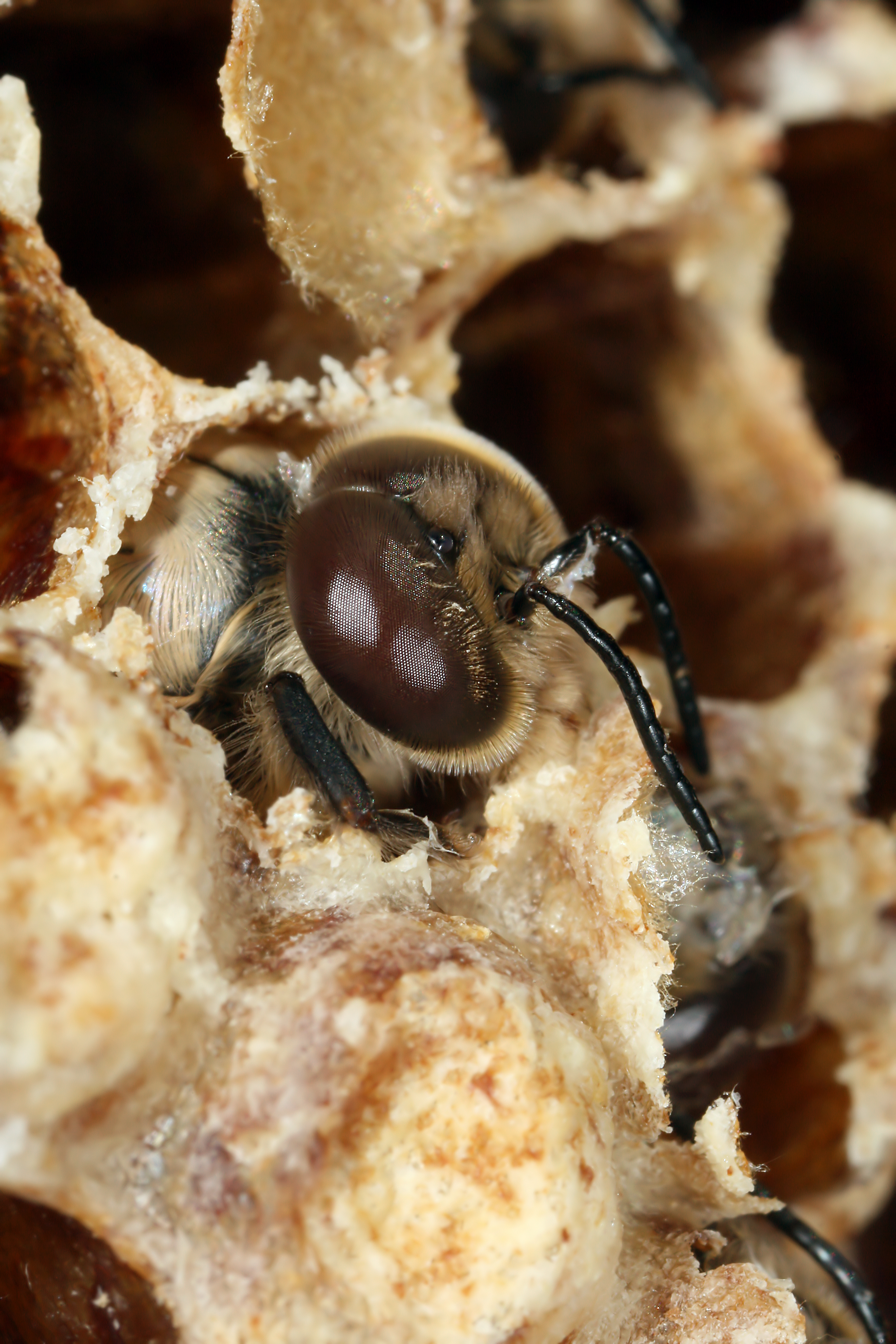
Faux bourdon carniolien à sa naissance sortant de son alvéole

L'humidité et l'instabilité du climat océanique, en revanche, lui causent des difficultés, c'est pourquoi elle est peu répandue au Royaume-Uni, en France et en Scandinavie. Contrairement à certaines autres sous-espèces d'Apis mellifera, elle a un instinct d'essaimage accru.

## Élevage
La reine des abeilles se fait féconder une fois dans sa vie lors du vol nuptial par plusieurs mâles (dits faux bourdons) pouvant aller jusqu'à une quinzaine pour maintenir la diversité et ainsi diminuer le risque de consanguinité. Avec l'importation des différentes sous-espèces d'abeilles sur un même territoire, l'hybridation devient inévitable, ce qui entraine une augmentation de l'agressivité et une diminution des caractéristiques spécifiques d'une race pure. En fait, tous les avantages que l'homme pensait obtenir par première hybridation (ou premier croisement) non seulement s'estompent mais se péjorent au fur et à mesure du temps.

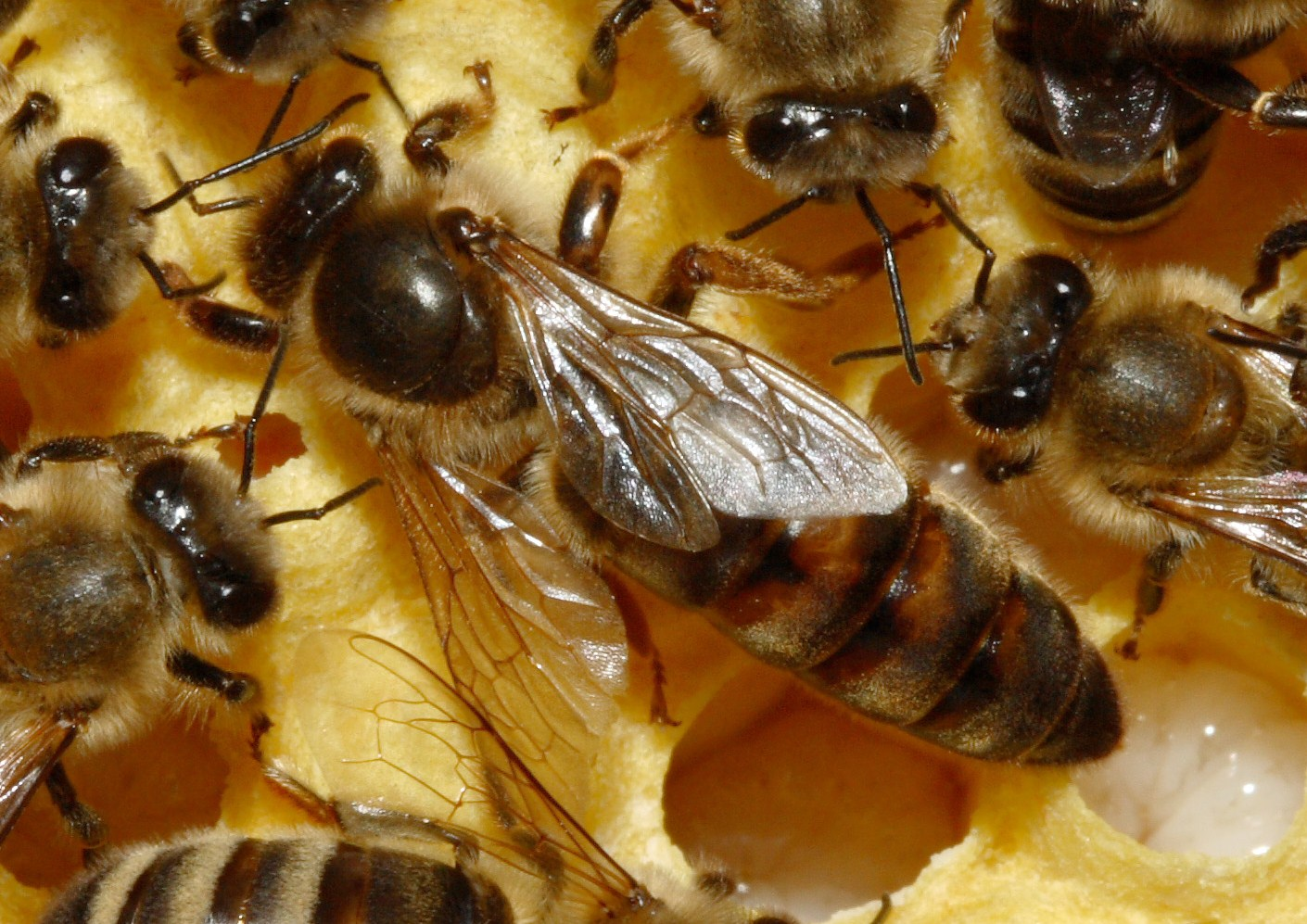
Reine carniolienne

C'est pourquoi il est très important de garder et maintenir les sous-espèces d’Apis mellifera pures. Partout dans le monde, des apiculteurs se sont regroupés pour se spécialiser en élevage et en sélection afin de proposer des reines pures races de qualité et adaptées à leurs régions. La sélection permet ainsi d'augmenter certaines caractéristiques choisies par l'éleveur comme la résistance aux maladies ou la diminution de l'essaimage par exemple.
Le nombre des mâles ainsi que d'autres paramètres comme les lieux de rassemblement ou la météo lors des fécondations expliquent la complexité de l'élevage des reines d'abeilles. 

### Groupements nationaux d'éleveurs

#### Slovénie
- Association d'apiculture de Slovénie (ČZS)[8]

#### Suisse
- Schweizerische Carnicaimker-Vereinigung (SCIV)[9]
- L’organisation d’élevage de la Société Romande d’Apiculture (SAR)[10]

#### Allemagne
- Landesverbandes der Kärntner Imker[11]

## Caractéristiques

### Forces
- Ouvrière : douce et pique très peu, ce qui facilite les manipulations. Longévité accrue de 4 et 9 jours comparée aux autres races[1]. Bonne capacité à operculer les alvéoles et à tenir la ruche propre.
- Reine : prolifique, la colonie se développe de manière précoce et intensive au printemps. En cas de forte sécheresse ou manque de nourriture, la reine peut interrompre sa ponte.
- Récolte de pollen et nectar : butineuse performante, avec sa langue longue, son sens de l'orientation et sa faculté à s’adapter à de reliefs et climats différents.
- Production du miel : forte, surtout au printemps due à la précocité de la colonie.

- Acclimatation : capacité à s’adapter aussi bien en région montagneuse qu’en plaine. Elle supporte bien les froids extrêmes et peut hiverner jusqu’à 150 jours sans sortir de la ruche [12].
- Consommation des réserves: faible, pouvant se contenter que d'une partie en hiver.
- Maladie : résistante à des maladies du couvain, par exemple la loque européenne.

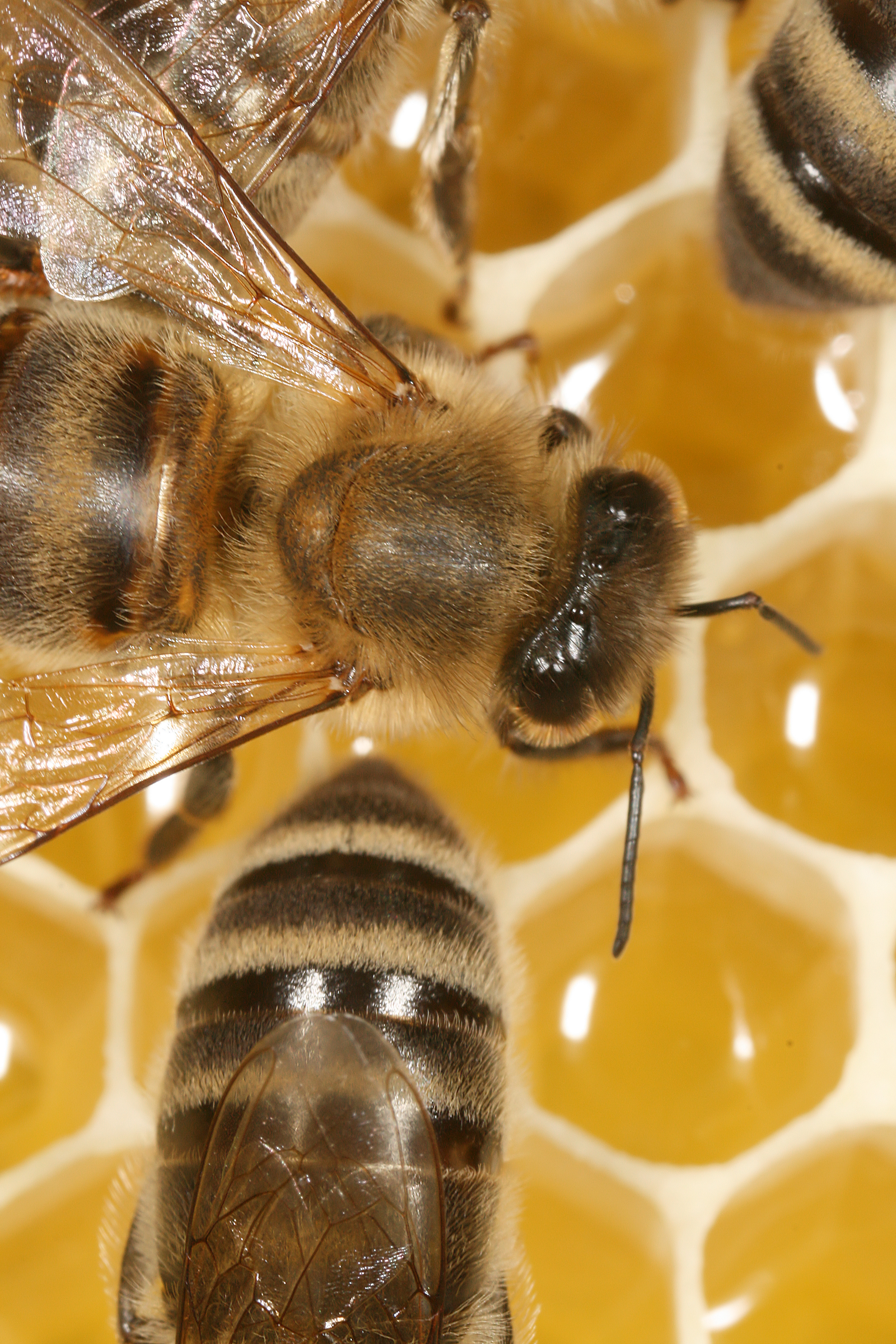
Ouvrières carniolienne travaillant sur un rayon de miel

### Faiblesses
- Production de propolis : faible.
- Cadre : mauvaise bâtisseuse, ce qui peut affecter la force de la colonie.
- Essaimage : fréquent si le volume de la colonie n'est pas adapté en fonction de l'augmentation de sa population.
- Maladie : sensible à la nosémose (parasite infectant le tube digestif) et à l'acariose (acarien interne au niveau des trachées) cette maladie a disparu depuis l’arrivée de varroa destructor et des traitements acaricides utilisés pour tenter de l’éradiquer.
- Voisinage : tendance à piller d'autre ruches, surtout en périodes de disette.
- Développement : faible capacité à prospérer par temps chaud d'été. La force du couvain dépend davantage de la disponibilité du pollen.

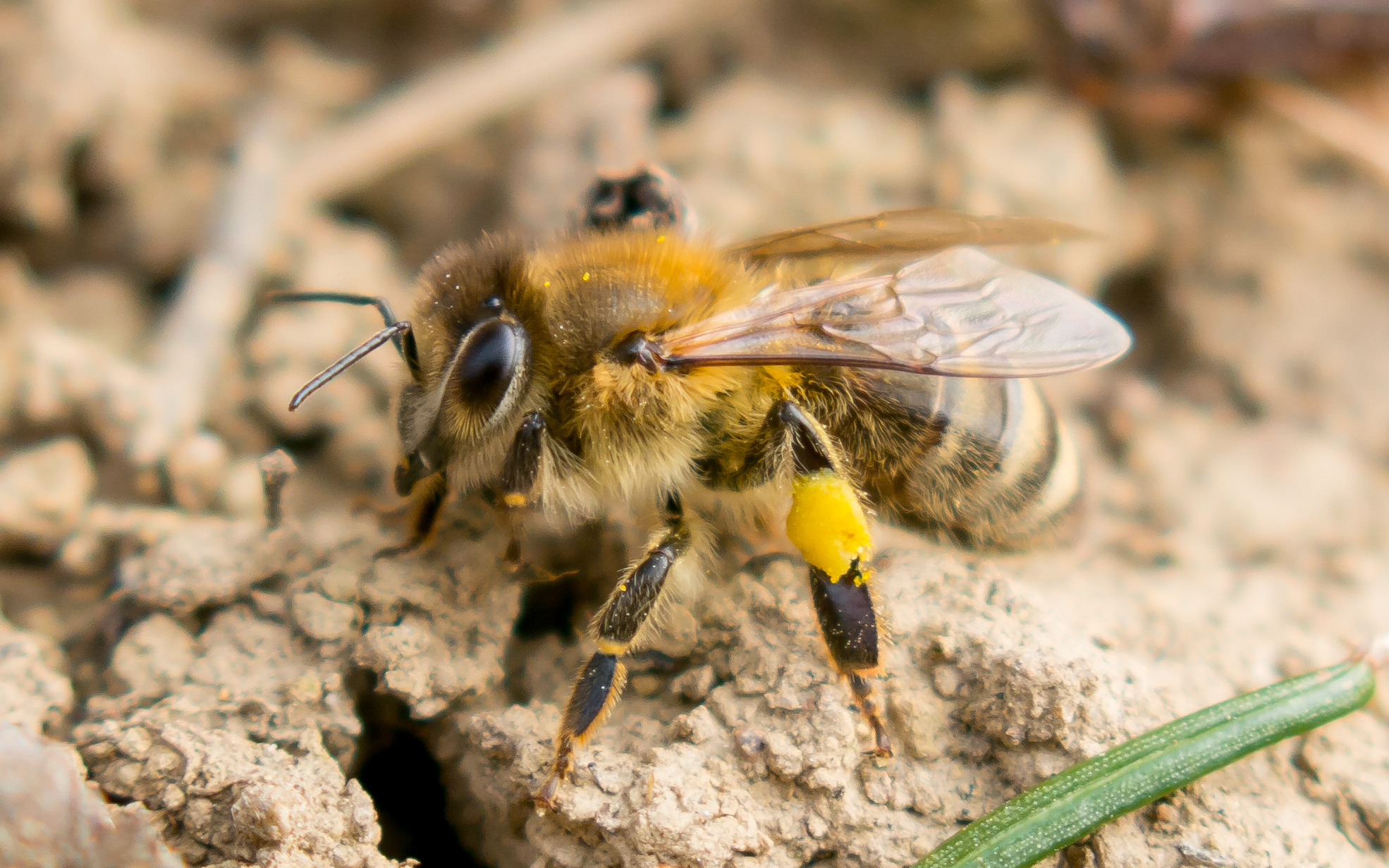
Abeille carniolienne avec poche de pollen